# جورج فرانز
جورج فرانز (بالألمانية: Georg Franz)‏ هو لاعب هوكي الجليد ألماني، ولد في 9 يناير 1965 في اشتراوبينغ في ألمانيا.

## وصلات خارجية
- جورج فرانز على موقع EliteProspects.com (الإنجليزية)
- جورج فرانز على موقع Eurohockey.com (الإنجليزية)
- جورج فرانز على موقع HockeyDB.com (الإنجليزية)
- جورج فرانز على موقع أوليمبيديا (الإنجليزية)